# 戈盧比夫卡 (日梅林卡區)
49°0′55″N 27°57′25″E / 49.01528°N 27.95694°E
戈盧比夫卡（烏克蘭語：Голубівка），是烏克蘭的村落，位於該國西南部文尼察州，由日梅林卡區負責管轄，面積0.44平方公里，海拔高度290米，2001年人口121，人口密度每平方公里275人。